# (5987) Liviogratton
(5987) Liviogratton és un asteroide que pertany al cinturó d'asteroides, regió del sistema solar que s'hi troba entre les òrbites de Mart i Júpiter, descobert el 6 de juny de 1975 per l'equip de l'Observatori Félix Aguilar des del Complex Astronòmic El Leoncito, província de San Juan, a l'Argentina.
Va ser designat provisionalment com 1975 LQ, i després anomenat Liviogratton en homenatge a l'italià Livio Gratton, que va passar molts anys a Argentina, on va estar en diverses ocasions a càrrec del departament d'astrofísica de l'Observatori de la Plata, director de l'Observatori de Córdoba i primer director de l'Institut de Matemàtiques, Astronomia i Física de la Universitat Nacional de Córdoba.
Liviogratton està situat a una distància mitjana del Sol de 2,432 ua, podent allunyar-se fins a 2,811 ua i acostar-se fins a 2,053 ua. La seva excentricitat és 0,155 i la inclinació orbital 5,418 graus. Empra 1.385,74 dies a completar una òrbita